# Rebecca Lyne

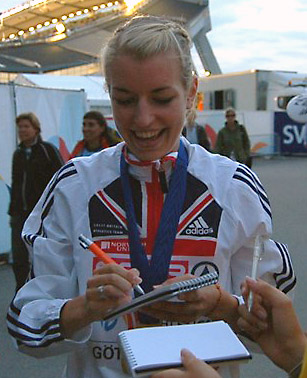
Becky Lyne bei den Europameisterschaften 2006

Rebecca Lyne (Rebecca Louise „Becky“ Lyne; * 4. Juli 1982 in Sheffield) ist eine britische Mittelstreckenläuferin, die sich auf die 800-Meter-Distanz spezialisiert hat.
2002 startete sie für England bei den Commonwealth Games in Manchester, schied jedoch im Vorlauf aus. Im Jahr darauf siegte sie bei den U23-Europameisterschaften 2003 in Bydgoszcz.
2006 wurde sie nationale Meisterin, gewann bei den Europameisterschaften in Göteborg die Bronzemedaille und wurde Vierte beim Weltcup in Athen. Von der British Athletics Writers’ Association wurde sie zur Leichtathletin des Jahres gewählt.
Im Jahr darauf wurde sie für die Weltmeisterschaften 2007 in Osaka nominiert, verzichtete jedoch wegen einer Verletzung zugunsten von Jenny Meadows. Weitere Verletzungen hinderten sie in der Folgezeit, an ihre bisherigen Leistungen anzuschließen.
Becky Lyne ist 1,72 m groß, wiegt 55 kg und startet für die Hallamshire Harriers.

## Persönlichen Bestzeiten
- 800 m: 1:58,20 min, 11. Juni 2006, Gateshead
- 1500 m: 4:06,85 min, 6. Juli 2006, Luzern